# Cimetière parisien de Bagneux

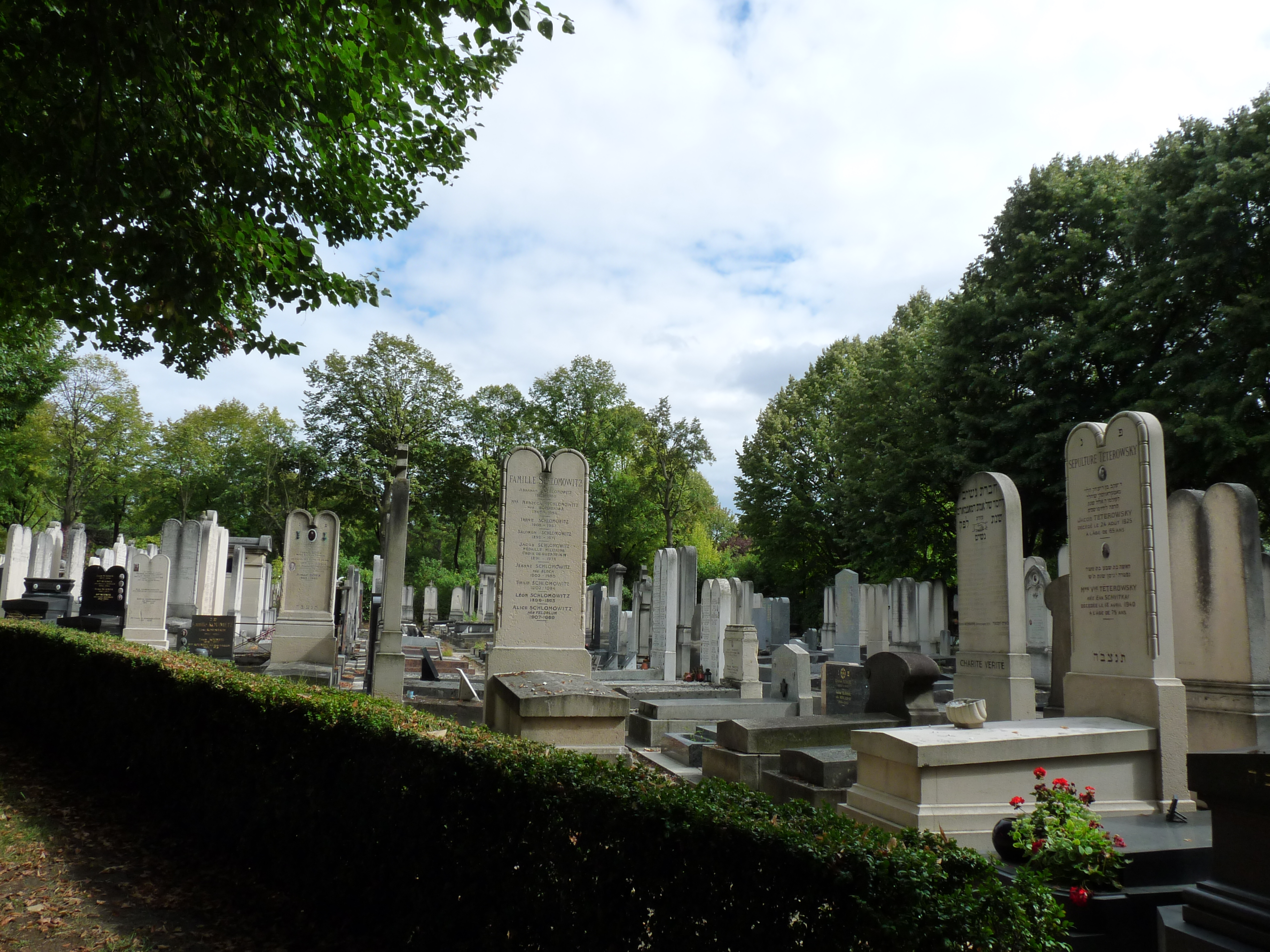
Joodse graven op het Cimetière de Bagneux

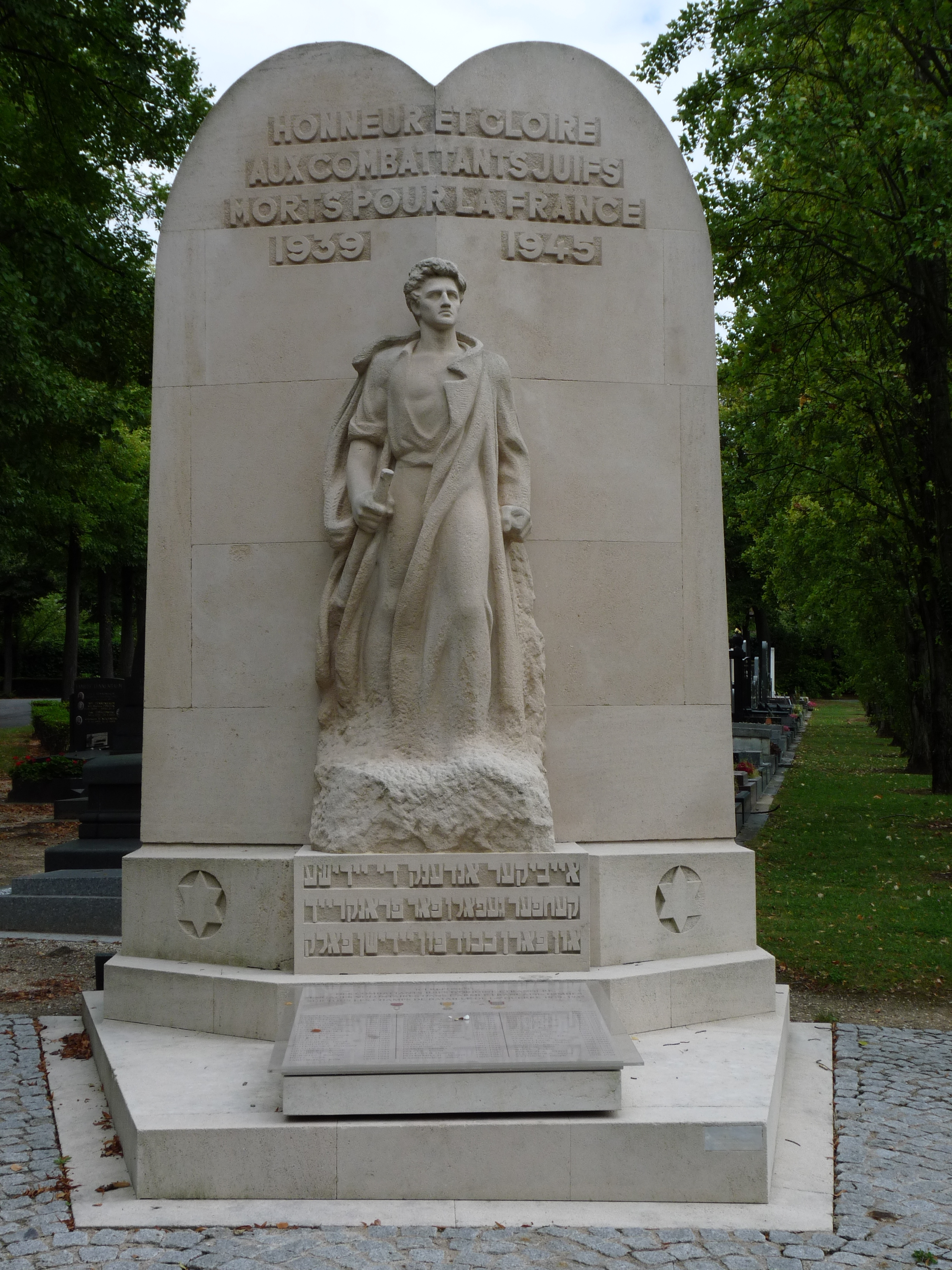
Monument voor de Joodse strijders op het Cimetiere de Bagneux monument combattants juifs

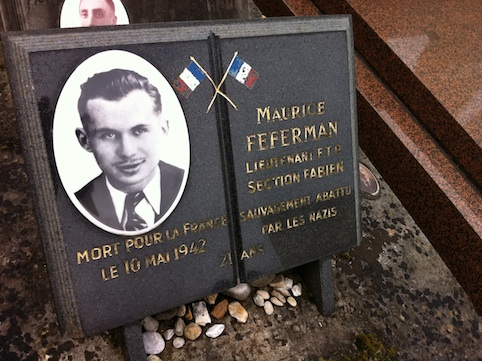
Maurice Feferman, Russisch verzetsstrijder

De cimetière parisien de Bagneux is een van de Parijse begraafplaatsen die buiten de stadsgrenzen liggen. Hij is eigendom van de gemeente Parijs, maar ligt op het grondgebied van de gemeente Bagneux, in het departement Hauts-de-Seine.
Deze begraafplaats dient niet te worden verward met de gemeentelijke begraafplaats van Bagneux.
De begraafplaats is op 15 november 1886 geopend en bevat meer dan 83.000 plaatsen. Diverse afdelingen zijn gereserveerd voor joden, en de begraafplaats telt monumenten voor Franse joden die tijdens de Tweede Wereldoorlog hebben gestreden, ter herinnering aan het getto van Warschau, en ter herinnering aan de concentratiekampen.
Oscar Wilde was hier begraven, tot zijn stoffelijke resten in 1909 werden overgebracht naar de cimetière du Père-Lachaise. Ook Jeanne Hébuterne (1898-1920), de geliefde van Amedeo Modigliani en moeder van diens enige kind, was aanvankelijk hier begraven. Haar stoffelijk overschot werd later eveneens naar Père-Lachaise overgebracht, waar het werd herbegraven naast Modigliani.

## Bekende personen die hier zijn begraven
- Junie Astor (1912-1967), Frans zangeres (36e afdeling)
- Barbara (1930-1997), Frans zangeres en schrijfster van chansons (4e afdeling)
- Claude Berri (1934-2009), Frans filmregisseur, acteur, scriptschrijver en filmproducent
- Florence Blot (1912-1994), Frans actrice.
- Frida Boccara (1940-1996), Frans zangeres van joods-Italiaanse afkomst (winnares songfestival van 1969)
- Lucienne Boyer (1903-1983), Frans zangeres (21e afdeling)
- Billy Bridge (1945-1994), Frans zanger
- Martial Brigouleix (1903-1943), Frans militair en verzetsstrijder
- Hélène Calef (1949-2008), Frans pianiste
- Henri Calef (1910-1994), Frans filmmaker
- Francis Carco (1886-1958), Frans schrijver, dichter, en journalist
- Marcel Dalio (1900-1983), Frans acteur (106e afdeling)
- André Danjon (1890-1967), Frans astronoom (37e afdeling)
- Bella Darvi (1928-1971), Frans actrice van Poolse afkomst
- Charles Denner (1926-1995), Frans acteur van Pools-joodse afkomst
- Léon Deubel (1879-1913), Frans dichter
- Michel Emer (1906-1984), Frans tekstschrijver (68e afdeling)
- Jean-Jacques Gautier (1908-1986), Frans schrijver en toneelcriticus
- Michèle Girardon (1938-1975), Frans actrice
- Jean Girault (1924-1982), Frans filmmaker en scenarioschrijver
- Gribouille (1941-1968), zangeres (96e afdeling)
- Alfred Jarry (1873-1907), schrijver en initiator van de 'patafysica
- Jules Laforgue (1860-1887), Frans dichter (8e afdeling)
- André Leducq (1904-1980), Frans wielrenner
- Jacqueline Maillan (1923-1992), Frans actrice (68e afdeling)
- Jacques Monod (1918-1985), Frans acteur (76e afdeling)
- Mela Muter (1876-1967), Frans-Poolse kunstenares
- Abram Neiman (1893-1967), Roemeens-Frans uitvinder
- Jean Paulhan (1884-1968), Frans schrijver, literair criticus en uitgever (Nouvelle Revue française)
- Claude Piéplu (1923-2006), Frans acteur
- Jehan Rictus (1867-1933), Frans dichter en zanger (25e afdeling)
- Jules Rimet (1873-1956), Frans sportbestuurder, initiatiefnemer Wereldkampioenschap voetbal
- Henri Rousseau (1844-1910), Frans schilder, bekend als "Le Douanier"
- Alexander Salkind (1921-1997), Frans filmproducent
- Florent Schmitt (1870-1958), Frans componist en muziekpedagoog (54e afdeling)
- Stéphane Sirkis (1959-1999), Frans gitarist bij Indochine (70e afdeling)
- Léon Steffen (1868-1920), Luxemburgs kunstschilder
- Mopsa Sternheim (1905-1954), Duits-Oostenrijkse kostuumontwerper, decorontwerper en verzetsstrijder
- Georges Strohl (1839-1901), Frans brigadegeneraal
- Jean Vigo (1905-1934), Frans filmmaker (29e afdeling)